# Ronnie Boykins
Ronald „Ronnie“ Boykins (* 17. Dezember 1935 in Chicago, Illinois; † 20. April 1980) war ein US-amerikanischer Jazzmusiker (Kontrabass, auch Sousaphon).

## Leben und Wirken
Boykins besuchte Chicagos DuSable High School und begann seine Musikerkarriere in Sessions bei Muddy Waters, Johnny Griffin und Jimmy Witherspoon. Er wurde schließlich bekannt als Mitglied des Sun Ra Arkestra in seiner Chicagoer Periode, zog mit dem Orchester nach Kanada und dann nach New York. Boykins wirkte an Schlüsselalben des Arkestra mit, wie Jazz in Silhouette (1958), Other Planets of There (1964) sowie The Magic City, The Heliocentric Worlds of Sun Ra, Volume One & Two (1965) und When Angels Speak of Love (1966). In dieser Zeit war er außerdem an Aufnahmen von George Benson/Jack McDuff, Bill Barron und Elmo Hope beteiligt. Er war von 1958 bis 1966 reguläres Mitglied von Sun Ras Band, aber arbeitete bis 1973 noch gelegentlich mit ihm.
1964 arbeitete Boykins mit Archie Shepps New York Contemporary Five; 1967 wirkte er bei Rahsaan Roland Kirks Album Now Please Don’t You Cry, Beautiful Edith mit. Ende der 1960er Jahre bildete er eine eigene Formation, The Free Jazz Society, in der auch der Pianist John Hicks spielte.
In den 1970er Jahren spielte Boykins mit der Free-Jazz-Kooperative Melodic Art-tet mit dem Schlagzeuger Roger Blank, dem Saxophonisten Charles Brackeen und dem Trompeter Ahmed Abdullah. 1973 machte er Aufnahmen mit dem Flügelhornisten Earl Cross. 1974 nahm Boykins unter eigenem Namen in Sextett-Besetzung für ESP-Disk auf (The Will Come, Is Now). 1976 spielte er mit Charles Tyler (Saga of the Outlaws); David Eyges holte ihn 1977 für sein Album Captain. 1979 spielte er mit Steve Lacy und Dennis Charles in der Formation New York Capers and Quirks (zu hören auf dem Album Capers, HatHut Records). Außerdem arbeitete er in dieser Zeit mit Mary Lou Williams, Marion Brown und Sarah Vaughan. Er starb 1980 an einem Herzinfarkt.

## Diskographische Hinweise
- The Will Come, Is Now (ESP, 1974; mit Joe Ferguson, Art Lewis, Jimmy Vass, Monty Waters, George Avaloz, Daoud Haroom)